# (1831) Nicholson
(1831) Nicholson – planetoida z pasa głównego planetoid okrążająca Słońce w ciągu 3 lat i 129 dni w średniej odległości 2,24 au Została odkryta 17 kwietnia 1968 roku w Observatorium Zimmerwald w pobliżu Berna przez Paula Wilda. Nazwa planetoidy pochodzi od Setha Nicholsona (1891-1963), amerykańskiego astronoma, odkrywcy kilku księżyców Jowisza. Przed jej nadaniem planetoida nosiła oznaczenie tymczasowe (1831) 1968 HC.